# Egmasa
La Empresa de Gestión Medioambiental, S.A., Egmasa, era una empresa pública de la Junta de Andalucía adscrita a la Consejería de Medio Ambiente. Fruto de la reordenación del sector público de la Junta de Andalucía, fue sucedida por la Agencia de Medio Ambiente y Agua de Andalucía, en todas sus relaciones jurídicas, derechos y obligaciones, quedando la primera extinguida. Los estatutos de la Agencia, aprobados por Decreto 104/2011 de 19 de abril, establecen la organización y el régimen jurídico y de funcionamiento de la Agencia.

## Historia
Egmasa fue creada como medio propio de la Junta de Andalucía en el año 1989. En sus inicios, su misión era cubrir el déficit ambiental existente en la Comunidad Andaluza en relación con el sector industrial, la gestión y el tratamiento de los residuos, el control ambiental y las actividades relacionadas con los espacios naturales.
A partir de 1995, con la creación de la Consejería de Medio Ambiente, amplía su campo de actividad a las labores de Prevención y extinción de incendios forestales, INFOCA (Incendios Forestales Comunidad Andaluza), a trabajos relacionados con el medio natural y con la conservación de ecosistemas y labores de uso público en Espacios Naturales Protegidos.
También como instrumento de la Junta de Andalucía, Egmasa trabajó en colaboración con la iniciativa privada para la puesta en marcha de proyectos empresariales que cubrían sectores incipientes o que estaban insuficientemente atendidos. La política de la empresa fue la de mantener la presencia en estos sectores hasta que los proyectos se consolidaron.